# T40 Whizbang
T40/M17 Whizbang  — американская танковая 182-мм РСЗО времён Второй мировой войны. Ракетная установка располагалась на танке M4 Шерман. Принимала ограниченное участие в 
боях 1944-1945.

## Конструкция
T40 имела 20 пусковых труб, установленных в 2 ряда, которые вмещали 182-мм ракеты T37. Установка имела два режима стрельбы которые позволяли стрелять по одной ракете или целым залпом. Также пусковую установку можно было легко сбросить, для этого нужно было повернуть башню, полностью поднять орудие, отсоединить кабели и потянуть за две ручки